# Sivan Ben Yishai
Sivan Ben Yishai (hebräisch סיון בן ישי; * 1978 in Tel Aviv) ist eine israelische Dramatikerin und Theaterregisseurin. Sie lebt seit 2012 in Berlin.

## Leben
Ben Yishai wurde in Tel Aviv geboren und wuchs in Jerusalem auf.
Sie studierte Szenisches Schreiben und Theaterregie an der Universität Tel Aviv. Erste Theatererfahrungen sammelte sie am Nissan Nativ Acting Studio und im Improvisationszentrum Tel Aviv. Seit 2012 lebt sie in Berlin und arbeitet als freie Autorin und Regisseurin. 2015 inszenierte sie zwei eigene Stücke in Berlin: „3RDLND/If you know what I mean and I think you do“ beim Future Forum der Stiftung Deutsch-Israelisches Zukunftsforum und „I know I’m ugly but I glitter in the dark“ beim ID Festival im Radialsystem V. 2017 wurde Ben Yishais „Your very own double crisis club“, der erste Teil ihrer Tetralogie „Let the blood come out to show them“, zu den Autorentheatertagen eingeladen und am Deutschen Theater Berlin uraufgeführt. Es folgten Aufführungen ihrer Stücke u. a. am Maxim Gorki Theater Berlin, am Theater Konstanz, Theater Dortmund, Nationaltheater Mannheim, Münchner Kammerspiele sowie in Helsinki, Luxemburg, Tel Aviv und New York City. Sivan Ben Yishai arbeitet eng mit der Schriftstellerin Maren Kames zusammen, die ihre Stücke aus dem Englischen ins Deutsche überträgt.
2019 war Sivan Ben Yishai Hausautorin am Nationaltheater Mannheim. 2022 wurde sie für „Wounds Are Forever (Selbstportrait als Nationaldichterin)“ mit dem Mülheimer Dramatikpreis ausgezeichnet und von Theater heute zur Dramatikerin des Jahres 2022 ausgewählt. 2022 und 2023 wurden ihre Stücke zum Berliner Theatertreffen eingeladen. Ihre Stücke erscheinen sowohl auf Deutsch als auch im Original (Englisch) seit 2017 im Suhrkamp Theaterverlag. 2023 wurde ihr der Theaterpreis Berlin zuerkannt. Die Dramatikerin sei laut Jury „am Firmament des deutschsprachigen Theaters erschienen wie ein Komet“; dabei wurde der Preis erstmals an eine Künstlerin vergeben, die sich um das deutschsprachige Theater verdient gemacht hat, ohne auf Deutsch zu schreiben.

## Theaterstücke
- YOUR VERY OWN DOUBLE CRISIS CLUB (UA: Deutsches Theater Berlin, 23. Juni 2017, Regie: András Dömötör)
- DIE GESCHICHTE VOM LEBEN UND STERBEN DES NEUEN JUPPI JA JEY JUDEN (UA: Maxim Gorki Theater Berlin, 2. November 2017 Regie: Sasha Marianna Salzmann)
- PAPA LIEBT DICH (UA: Maxim Gorki Theater, 16. Februar 2018, Regie: Suna Gürler)
- DIE TONIGHT, LIVE FOREVER oder DAS PRINZIP NOSFERATU (UA: Theater Lübeck, 30. November 2018, Regie: Marie Bues)
- LIEBE / Eine argumentative Übung (UA: Nationaltheater Mannheim, 26. September 2019, Regie: Jakob Weiss)[6]
- ODER: DU VERDIENST DEINEN KRIEG (EIGHT SOLDIERS MOONSICK) (UA: Maxim Gorki Theater, Berlin, 8. November 2019, Regie: Sasha Marianna Salzmann)
- Unsere Stadt aus Vogelaugen / Eine Blutung im Dunkeln (UA: Theater Dortmund, 25. September 2020, Regie: Julia Wissert)
- 40 GRAD IM SCHATTEN [ABER KEIN SCHATTEN HIER] (UA: Badisches Staatstheater Karlsruhe, 3. Oktober 2020, Regie: Anna Bergmann)
- Wounds Are Forever (Selbstportrait als Nationaldichterin)(UA: Nationaltheater Mannheim, 23. Juni 2021, Regie: Marie Bues)[7]
- Like Lovers Do (Memoiren der Medusa) (UA: Münchner Kammerspiele, 9. Oktober 2021, Regie: Pınar Karabulut)
- DAS DILEMMA MEINES VATERS (Iphigenie) (UA: Theater Münster, 30. September 2022, Regie: Elsa-Sophie Jach)
- Nora: Prolog (UA: Innerhalb der Produktion Nora. Ein Thriller von Sivan Ben Yishai, Henrik Ibsen, Gerhild Steinbuch, Ivna Žic Münchner Kammerspiele, 7. Oktober 2022, Regie: Felicitas Brucker)
- Bühnenbeschimpfung (UA: Maxim Gorki Theater Berlin, 17. Dezember 2022, Regie: Sebastian Nübling)[8]
- Nora oder Wie man das Herrenhaus kompostiert (UA: Schauspiel Hannover, 13. Januar 2024, Regie: Marie Bues)

## Hörspiele
- 2018: 40 Grad im Schatten [aber kein Schatten hier], WDR, Regie: Gerrit Booms
- 2020: Papa liebt dich, DLR, Regie: Mazlum Nergiz

## Auszeichnungen
- Mülheimer Dramatikpreis 2024 mit Nora oder Wie man das Herrenhaus kompostiert[9]
- Theaterpreis Berlin 2023
- Einladung zum Berliner Theatertreffen 2023[10]
- Dramatikerin des Jahres in der Theater heute Kritiker-Umfrage 2022
- Einladung zum Berliner Theatertreffen 2022 mit Like Lovers do[11]
- Mülheimer Dramatikpreis 2022
- Nachspielpreis des Heidelberger Stückemarkts 2022 (Nominierung)
- Mülheimer Dramatikerpreis 2020 (Nominierung)
- Friedrich-Luft-Preis 2020 (Nominierung)

## Publikationen
- Like Lovers Do (Memoiren der Medusa) Suhrkamp Theater Verlag, 28. März 2022. ISBN 978-3-518-43064-4
- Wounds Are Forever (Selbstportrait als Nationaldichterin), Theater heute, 3/2021
- Bühnenbeschimpfung, Theater heute, 1/2023
- LIEBE/Eine argumentative Übung, Theater heute, 10/2019